# مونتيمينيو
مونتيمينايو (بالإيطالية: Montemignaio) هي بلدية تقع في مقاطعة أريتسو في منطقة توسكانا الإيطالية، وتقع على بعد حوالي 30 كم (19 ميل) شرق فلورنسا وحوالي 35 كم (22 ميل) شمال غرب أريتسو.
تحد مونتيمينايو البلديات التالية: كاستل سان نيكولو، بيلاغو، براتوفيتشيو، ريجيلو، روفينا.